# آنا ماتزامائورو
آنا ماتزامائورو (انگلیسی: Anna Mazzamauro؛ زادهٔ ۱ دسامبر ۱۹۳۸) بازیگر اهل ایتالیا است.
از فیلم‌ها یا مجموعه‌های تلویزیونی که وی در آن‌ها نقش داشته‌است، می‌توان به کشور زیبا، شب زفاف، من زامبی، تو زامبی، او زامبی، فرانکشتاین به سبک ایتالیایی – مرا بگیر، شکنجه‌ام کن، چون دچار عشق سوزانم!، سه ببر در برابر سه ببر، همه می‌توانند پولدار شوند به‌جز فقرا، فانتوتزی ۲۰۰۰ – شبیه‌سازی، فقیر ولی ثروتمند و فقیر ولی خیلی ثروتمند اشاره نمود.